# Выше
«Выше» — песня, написанная российской певицей Нюшей.
Композиция была выпущена как пятый сингл исполнительницы из её дебютного альбома «Выбирать чудо». Сингл дебютировал на 47 позиции в российском радиочарте и достиг первой строчки, став четвёртым попаданием певицы на вершину данного хит-парада. Сингл также достиг третьего места в чарте цифровых треков России, составляемого компанией 2М и Lenta.ru.

## Предыстория и релиз
Песня была записана для дебютного альбома Нюши в 2010 году. 30 июля 2011 года Нюша выступила на концерте «Europa Plus Live», где представила композицию, как новый сингл, премьера которого в радиоэфире состоялась 26 августа на радиостанции Love Radio, в рамках программы «Big Love 20». Общий релиз на радио состоялся 12 сентября через систему Tophit.

## Музыка и текст
«Выше» — это танцевальная композиция, записанная в жанре данс-поп, с включением в аранжировку элементов европопа. По мнению Гуру Кена, в композиции прослеживается влияние российской поп-музыки 80-х годов и современного румынского данс-попа. Денис Ступников из Km.ru посчитал, что в песне видно, что Нюша боится показаться слабой перед любимым и привёл в пример строчку песни: «Я спрячу свои страхи, чтоб ты никогда о них не узнал».

## Реакция критики
| Оценки критиков | Оценки критиков |
| Источник        | Оценка          |
| --------------- | --------------- |
| Афиша           | (положительная) |
| Гуру Кен        | (положительная) |
| Красная звезда  | (3 место)       |

В целом композиция получила положительную реакцию от критиков, музыкальных журналистов и программных директоров радиостанций России, достигнув третьего места в «Экспертном чарте» портала «Красная звезда». Гуру Кен положительно описал песню. По его мнению, с этой композицией Нюша перестала подражать западному R&B и он назвал песню яркой и мелодичной. Критик также отметил неоднозначный, но удачный симбиоз музыкальных стилей (российской поп-музыки и румынского данс-попа): «Симбиоз-то жуткий, но на выходе получился обаятельный мелодичный трек артиста, который должен был заменить МакSим в своей возрастной нише, и вот реально заменил её». Андрей Житенёв в Muz.ru отметил в песне отголоски творчества Кристины Агилеры.
Булат Латыпов в «Афише» положительно отозвался о песне. «По всем пунктам Нюша бьет обидчиков широким жестом — все у неё и с душой, и с огоньком, и пресловутый „качественный саунд“ на месте», — писал автор, отмечая, что песня стала уже пятым удачным синглом из дебютного альбома певицы. Сайт Apelzin.ru внёс композицию в свой редакционный список «100 лучших песен 2011 года», поместив её на 95 позицию.

## Список композиций
- Remixes EP iTunes[10]

1. «Выше (Clud di Ray Remix)» — 5:33
2. «Выше (DJ Rich-Art Remix)» — 4:40
3. «Выше (DJ Tarantino Remix)» — 5:47
4. «Выше (Ural DJ Remix)» — 5:05
5. «Выше (Breakbeat Version)» — 3:39

## Участники записи
- Нюша Шурочкина — автор, вокал, бэк-вокал, продюсер
- Владимир Шурочкин — продюсер, саунд-продюсер
- Влад Стрекалин — аранжировка, саунд-продюсер, мастеринг
- Оксана Шурочкина — сопродюсер

## Чарты
| Чарт                               | Высшая позиция |
| ---------------------------------- | -------------- |
| Радиочарт СНГ                      | 1              |
| Россия (2М Топ 10. Цифровые треки) | 3              |
| Moscow Airplay Chart               | 1              |
| St.Peterburg Airplay Chart         | 1              |
| Weekly Audience Choice TopHit 100  | 1              |
| Ukraine Airplay Chart              | 3              |
| Kiev Airplay Chart                 | 1              |

| Чарт                                           | Высшая позиция |
| ---------------------------------------------- | -------------- |
| Годовой общий радиочарт Tophit 200             | 54             |
| Годовой Российский радиочарт Tophit 200        | 18             |
| Годовой радиочарт Tophit 200 (Санкт-Петербург) | 85             |
| Годовой радиочарт Tophit 200 (Москва)          | 128            |
| Годовой радиочарт Tophit 200 (Киев)            | 79             |
| Годовой радиочарт Tophit 200 (Россия)          | 60             |
| Годовой радиочарт Tophit 200 (Украина)         | 83             |

## История релиза
| Регион | Дата            | Формат       | Лейбл        |
| ------ | --------------- | ------------ | ------------ |
| СНГ    | 26 августа 2011 | Радиоротация | Gala Records |
| США    | 3 сентября 2013 | ЦД           | Gala Records |